# Уеб конференция
Web конференции (от английското: web conferencing) е технологията за провеждане на срещи, обучения, семинари, конференции и т.н. онлайн чрез технологии за глас по интернет и за мултимедийни комуникации. Самите срещи, обучения и т.н. имат съответно наименованията уебинар (от чешкото: webinář, и от английското: webinar) или онлайн семинар (от руски: онлайн-семинар), или просто онлайн конференция.
Някои решения за онлайн конференции изискват да бъде инсталиран допълнителен софтуер, обикновено с даунлоуд, от представящия на конференцията и другите участници, докато други премахват тази стъпка или необходимост, или просто предлагат алтернатива чрез осигуряване на физически хардуер .
Като цяло, уеб конферентната връзка е възможна от интернет технологиите, особено при TCP/IP връзки. Услугите могат да позволяват комуникация от точка до точка в реално време, както и комуникация с многоадресно предаване от един подател до много получатели. Той предлага потоци данни от текстови съобщения, гласов и видео чат, които да се споделят едновременно на географски разпръснати места. Приложенията за уеб конференции включват срещи, обучителни събития, лекции или презентации от компютър, свързан към мрежата, към други компютри, свързани с мрежа.

## Етимология
Терминът „уебинар“ е портманто (комбинация от части на други думи) на „мрежа“ (на английски: web) и „семинар“, което означава презентация, лекция или семинар, които се предават по мрежата. Измисленият термин е атакуван за неправилна конструкция, тъй като „inar“ не е валиден корен. Webinar беше включен в списъка на прокудените думи на Lake Superior University 2008, но беше включен в речника Merriam-Webster същата година.
Терминът „уебкаст“ произлиза от първоначалното си сходство с радио или телевизионно предаване. Ранното използване се отнасяше единствено до предаване и потребление на поточно аудио и видео чрез World Wide Web. С течение на времето доставчиците на софтуер за уеб предаване са добавили много от същите функционални възможности, които се намират в софтуера за уеб семинари, размивайки разликата между двата термина. Вероятно уеб предаванията ще позволят реакция на публиката на анкети, текстова комуникация с водещи или други членове на аудиторията и други двупосочни комуникации, които допълват потреблението на поточно аудио / видео съдържание.